# Woznowszczyzna
Woznowszczyzna (biał. Вознаўшчына; ros. Возновщина) – wieś na Białorusi, w obwodzie witebskim, w rejonie dokszyckim, w sielsowiecie Parafianowo.

## Historia
W czasach zaborów ówczesna kolonia leżała w gminie Pariafianów, w powiecie wilejskim w guberni wileńskiej Imperium Rosyjskiego.
W dwudziestoleciu międzywojennym wieś leżała w Polsce, w województwie wileńskim, w powiecie duniłowickim, od 1926 w powiecie dziśnieńskim, w gminie Parafianów.
Według Powszechnego Spisu Ludności z 1921 roku zamieszkiwało tu 101 osób, 50 były wyznania rzymskokatolickiego, 2 prawosławnego, a 49 mojżeszowego. Jednocześnie 98 mieszkańców zadeklarowało polską, a 3 białoruską przynależność narodową. Było tu 17 budynków mieszkalnych. W 1931 w 12 domach zamieszkiwały 73 osoby.
Wierni należeli do parafii rzymskokatolickiej w Parafianowie i prawosławnej w Hnieździłowie. Miejscowość podlegała pod Sąd Grodzki w Dokszycach i Okręgowy w Wilnie; właściwy urząd pocztowy mieścił się w Parafianowie.
Po agresji ZSRR na Polskę w 1939 roku wieś znalazła się w granicach BSRR. W latach 1941–1944 była pod okupacją niemiecką. Następnie leżała w BSRR. Od 1991 roku w Republice Białorusi.
W latach 1954–1959 wieś wchodziła w skład sielsowietu Woznowszczyzna.